# Jessica Borg
Jessica Borg es una deportista australiana que compite en taekwondo. Ganó dos medallas en el Campeonato de Oceanía de Taekwondo, oro en 2019 y bronce en 2022.

## Palmarés internacional
| Campeonato de Oceanía | Campeonato de Oceanía | Campeonato de Oceanía | Campeonato de Oceanía |
| Año                   | Lugar                 | Medalla               | Categoría             |
| --------------------- | --------------------- | --------------------- | --------------------- |
| 2019                  | Apia (Samoa)          | Medalla de oro        | –62 kg                |
| 2022                  | Papeete (Francia)     | Medalla de bronce     | –57 kg                |